# I-71 (sous-marin, 1934)
Pour les articles homonymes, voir I-71.
L'I-71 (イ-71) (renommé I-171 le 20 mai 1942) est un sous-marin de classe Kaidai (海大型潜水艦, Kaidai-gata sensuikan) de la sous-classe Kaidai VIa (海大6型a（伊六十八型/伊百六十八型）, Kaidai-roku-gata-ē, classe I-68/I-168) en service dans la marine impériale japonaise.
Il a servi pendant la Seconde Guerre mondiale et a participé aux opérations de soutien à l'attaque de Pearl Harbor, à la bataille de Midway, à la campagne des îles Aléoutiennes; Il a coulé en février 1944.

## Contexte
Après la Première Guerre mondiale, la marine impériale japonaise a réévalué l'utilisation de la guerre sous-marine comme élément de stratégie de flotte en raison du déploiement réussi de croiseurs-sous-marins à long rayon d'action pour les raids commerciaux des principales marines de combat. Les stratèges japonais en sont venus à réaliser les possibilités d'utilisation de l'arme pour la reconnaissance à longue portée, et dans une guerre d'usure contre une flotte ennemie qui s'approchait du Japon. Deux grands sous-marins japonais à longue portée avaient déjà été construits dans le cadre du programme de la flotte des Huit-six en tant que prototypes (I-51 et I-52), mais l'arrivée le 20 juin 1919 de sept U-boote allemands reçus par le Japon en réparation de guerre à la fin de la Première Guerre mondiale a conduit à une refonte complète. Les Japonais ont rapidement embauché des centaines d'ingénieurs et de techniciens de sous-marins allemands et d'anciens officiers de sous-marins allemands au chômage à la suite de la défaite de l'Allemagne pendant la Première Guerre mondiale, et les ont fait venir au Japon dans le cadre de contrats de cinq ans. L'ONI (Office of Naval Intelligence) américain a estimé que quelque 800 conseillers allemands s'étaient rendus au Japon à la fin de 1920. Les Japonais ont également envoyé des délégations en Allemagne, et ont participé activement à l'achat de nombreux brevets.

## Description
Les sous-marins de la sous-classe KD6 étaient des versions améliorées de la précédente sous-classe KD5. Avec une vitesse de 23 nœuds en surface, ils étaient les sous-marins les plus rapides lors de leurs époques de construction.
Ils ont un déplacement de 1 422 tonnes en surface et 2 479 tonnes en immersion. Les sous-marins mesuraient 104,70 mètres de long, avaient une largeur de 8,2 mètres et un tirant d'eau de 4,58 mètres. Les sous-marins permettaient une profondeur de plongée de 70 m et avaient un effectif de 68 officiers et membres d'équipage.
Kampon a été retenu comme fabricant des moteurs diesel Mk.1A Model 8, dont les performances étaient supérieures de 30% à celles des moteurs des premières sous-classes. Pour la navigation de surface, les sous-marins étaient propulsés par deux moteurs diesel de 4 500 cv (3 310 kW), chacun entraînant un arbre d'hélice. En immersion, chaque hélice était entraînée par un moteur électrique de 900 chevaux-vapeur (671 kW). Ils pouvaient atteindre 23 nœuds (42,6 km/h) en surface et 8,2 nœuds (15,2 km/h) sous l'eau. En surface, les KD6 avaient une autonomie de 14 000 milles nautiques (19 000 km) à 10 nœuds (19 km/h); en immersion, ils avaient une autonomie de 65 milles nautiques (120 km) à 3 nœuds (5,6 km/h).
Les sous-marins étaient armés de 6 tubes lance-torpilles internes de 53,3 cm, 4 à l'avant et 2 à l'arrière. Ils transportaient une recharge pour chaque tube + 2 torpilles, soit un total de 14 torpilles Type 89. Ils étaient également armés d'un canon de pont de 100 mm (L/50) Type 88 pour le combat en surface et d'une mitrailleuse de 13,2 mm AA type 93 et d'une mitrailleuse de 7,7 mm.

## Construction
Construit par le chantier naval Kawasaki à Kobe au Japon, le I-71 a été mis sur cale le 22 décembre 1931. Il a été lancé le 15 février 1934 sous le nom de I-71. Il a été achevé et mis en service le 28 septembre 1935.

## Historique

### Avant la Seconde Guerre mondiale
Dès sa mise en service, le I-71 a été affectée au district naval de Kure et sous le commandement du Capitaine de frégate (海軍中佐 (Kaigun-chūsa)) Minakuchi Hyoe.
Alors que la marine impériale japonaise commençait à se déployer en prévision du conflit imminent dans le Pacifique, le I-71 a été affecté à l'opération Z, l'attaque japonaise prévue sur Pearl Harbor, en tant qu'unité de la 20e division de sous-marins dans le 3e escadron de sous-marins, qui à son tour a été affecté à la Force expéditionnaire avancée de la 6e Flotte,. Le 11 novembre 1941, le I-71 a quitté Saeki, au Japon, à destination de Kwajalein en compagnie des I-68, I-69, I-70, I-72 et I-73. Il est arrivé à Kwajalein le 20 novembre 1941.

### La Seconde Guerre mondiale

#### Première patrouille de guerre
Le 23 novembre 1941, le I-71 quitte Kwajalein pour commencer ce qui sera sa première patrouille de guerre. Il reçoit le 2 décembre 1941 le message "Ascension du Mont Niitaka 1208" (en japonais : Niitakayama nobore 1208) de la Flotte Combinée, indiquant que la guerre avec les Alliés commencera le 8 décembre 1941, heure du Japon (7 décembre 1941 à Hawaï).
Le 5 décembre 1941, le I-71 effectua une reconnaissance du chenal d'Alalakeiki dans les îles hawaïennes entre Maui et Kahoolawe. Avec le I-73, ils reconnurent ensuite les Lahaina Roads entre Maui et Lanai, n'y trouvant aucun navire de guerre américain.
Le 7 décembre 1941, les sous-marins du 3e escadron de sous-marins ont opéré au sud d'Oahu pour intercepter tout navire américain qui aurait tenté de sortir de Pearl Harbor pendant ou après l'attaque japonaise de ce jour-là qui a entraîné le Japon et les États-Unis dans la Seconde Guerre mondiale. Les I-71, I-72 et I-73 ont patrouillé entre 25 et 50 milles nautiques (46 et 93 km) au sud-est d'Oahu.
Partant des eaux hawaïennes, le I-71 a fait surface au large de l'île Johnston le 21 décembre 1941 pour tenter un bombardement de l'île avec son canon de pont, mais l'artillerie côtière a ouvert le feu sur lui et l'a obligé à plonger.

#### Seconde patrouille de guerre
Le 12 janvier 1942, le I-71 quitta Kwajalein avec les I-72 et I-73 pour commencer sa deuxième patrouille de guerre. Les trois sous-marins étaient chargés de relever les sous-marins I-18, I-22 et I-24 sur une zone de blocus sous-marin dans les eaux hawaïennes. À l'aube du 28 janvier 1942, il se trouvait dans le canal Alenuihaha au large de la côte de Hana à Maui, à 30 milles nautiques (56 km) au nord de 'Upolu Point, le point le plus septentrional de l'île d'Hawaii, lorsqu'il attaqua un convoi de trois navires en route de Kahului, Maui, à Hilo, Hawaii, composé du USAT General Royal T. Frank de l'United States Army Transport de 622 tonneaux, le petit cargo Kalae avec une barge en remorquage, et leur escorte, le destroyer démineur USS Trever (DMS-16). Le I-71 a tiré deux torpilles sur le General Royal T. Frank qui manqua son coup, puis tira une troisième torpille qui frappa le transport, qui explosa et coula en moins de 30 secondes. Sur les 60 personnes à bord - dont 26 recrues de l'armée américaine - le Kalae en sauva 36. Le I-71 retourna à Kwajalein le 16 février 1942.

#### Février-mai 1942
Le 18 février 1942, le I-71 quitta Kwajalein pour patrouiller à la défense de Rabaul, que la Task Force 11 de l'US Navy (marine américaine) approchait avec l'intention d'y lancer des raids aériens contre les forces et les bases japonaises. Cependant, après que la Task Force 11 eut perdu l'élément de surprise, elle se retira et le I-71 fut dérouté vers une zone de patrouille à l'est de l'île Wake. Après des opérations sans incident, il se rendit au Japon, où il arriva le 6 mars 1942 à Kure. Pendant son séjour à Kure, la 20e division de sous-marins fut dissoute, et il fut réaffecté à la 12e division de sous-marins.
Le I-71 a quitté Kure le 15 avril 1942 pour entamer sa troisième patrouille de guerre, opérant dans le cadre d'une ligne de patrouille sous-marine avec le I-72. Cette patrouille s'est également déroulée sans incident, et elle s'est terminée par son arrivée à Kwajalein le 10 mai 1942. Pendant son séjour à Kwajalein, il a été renuméroté I-171 le 20 mai 1942.

#### Opération Midway
Le 24 mai 1942, le I-171 quitte Kwajalein pour participer à l'opération Mi, l'invasion japonaise prévue de l'atoll de Midway. Sa première tâche consistait à soutenir une phase préliminaire de l'opération Midway, l'opération K-2, qui consistait à demander aux sous-marins I-121 et I-123 de ravitailler en carburant deux hydravions Kawanishi H8K (nom de rapport allié "Emily") au banc de sable de la Frégate française, dans les îles hawaïennes du nord-ouest, afin que les deux appareils puissent effectuer un vol de reconnaissance au-dessus de Pearl Harbor,, tandis que le sous-marin I-122 patrouillait au sud de Pearl Harbor pour sauver les équipages des avions s'ils étaient abattus et que le I-171 opérait à l'est du banc de sable de la Frégate française pour fournir une balise radio aux avions. Cependant, lorsque le I-123 est arrivé au large du banc de sable de la Frégate française fin mai 1942, il a trouvé les transports d'hydravions USS Ballard et USS Thornton de la marine américaine qui y opéraient déjà, et l'opération K-2 a été annulée,.
Faisant partie du 3e escadron de sous-marins, le I-171 a alors reçu l'ordre de rejoindre d'autres unités de son escadron - les sous-marins I-168, I-169, I-174 et I-175 - dans l'océan Pacifique entre les coordonnées géographique de 20° 00′ N, 166° 20′ O et 23° 30′ N, 166° 20′ O, avec pour mission d'intercepter les renforts américains qui s'approchent à mi-chemin des principales îles hawaïennes au sud-est. Lors de la bataille de Midway, qui s'est déroulée du 4 au 7 juin 1942, le compagnon d'escadron du I-171, le I-168 a torpillé le porte-avions USS Yorktown, mais le reste de la ligne de patrouille n'a eu aucun impact sur la bataille, et le I-171 n'a vu aucune action pendant la bataille. Les Japonais ont subi une défaite décisive et ont annulé l'invasion de Midway. Le I-171 conclut sa patrouille avec son arrivée à Kwajalein avec le I-174 et le I-175 le 20 juin 1942.

#### Quatrième patrouille de guerre
Le 8 juillet 1942, le I-171 quitta Kwajalein pour sa quatrième patrouille de guerre, avec pour mission d'effectuer une reconnaissance des Fidji et des îles Samoa pendant la patrouille. Entre le 16 et le 24 juillet 1942, il opéra dans la zone des Fidji, puis, après avoir signalé qu'aucun navire ne se trouvait dans le port de Suva, se dirigea vers Samoa, où il effectua une reconnaissance de Pago Pago le 28 juillet 1942. Le 29 juillet 1942, il a tiré une seule torpille sur un navire marchand non identifié au large de Tutuila, mais l'a manqué. Il a conclu sa patrouille en arrivant à Truk le 12 août 1942.
Le I-171 quitta Truk le 17 août 1942 à destination du Japon. Il arriva à Kure le 24 août 1942 et y subit une révision.

#### Campagne des Aléoutiennes
Une fois sa révision terminée, le I-171 passa l'hiver, le printemps et une grande partie de l'été 1943 à participer à la campagne des îles Aléoutiennes, qui avait débuté au milieu de l'année 1942. Le 15 février 1943, il quitta Kure pour transporter des provisions à la garnison japonaise de Kiska dans les îles Aléoutiennes, où il arriva le 26 février 1943. Il quitta Kiska le 2 mars 1943 et se rendit à Paramushir dans les îles Kouriles, où il arriva le 18 mars 1943. Après avoir été ravitaillé en carburant par le pétrolier Teiyō Maru le 20 mars 1943, il a quitté Paramushir pour sa cinquième patrouille de guerre, opérant dans la mer de Béring à proximité de la position géographique de 52° 55′ N, 174° 00′ E dans le cadre d'une ligne d'éclaireurs sous-marins. Après une patrouille sans incident, il est retourné au Japon, où il est arrivé à Yokosuka le 6 avril 1943. Son escadron, le 12e escadron de sous-marins, a été affecté à la Force du district nord de la 5e Flotte le 13 mai 1943.
Dans les Aléoutiennes, la bataille d'Attu avait commencé le 11 mai 1943 avec le débarquement américain sur l'île d'Attu. Le 21 mai 1943, alors que la situation sur Attu se détériorait - la bataille s'y acheva finalement le 30 mai 1943 avec l'anéantissement de la garnison japonaise - le quartier général impérial japonais décida d'évacuer la garnison isolée sur Kiska, et le même jour, le I-171 quitta Yokosuka pour commencer sa sixième patrouille de guerre, à destination de Kiska. Après une patrouille par ailleurs tranquille, il revint à Paramushir le 16 juin 1943 et fit le plein de carburant sur le Teiyō Maru. Le 26 juin 1943, il partit de Paramushir pour sa septième patrouille de guerre, opérant avec le I-175 dans les environs d'Amchitka. Cette patrouille se déroula également sans incident, et il revint à Paramushir le 3 août 1943.
Alors que le I-171 était en patrouille, les dernières troupes japonaises furent évacuées de Kiska le 28 juillet 1943. Les forces alliées n'ont pas détecté l'évacuation et ont lancé une invasion à grande échelle de Kiska inoccupée dans le cadre de l'opération Cottage le 15 août 1943, mais la participation japonaise à la campagne des Aléoutiennes avait pris fin avec l'évacuation du 28 juillet. Le 5 août 1943, le I-171 quitta Paramushir à destination de Kure, où il arriva le 10 août 1943. Pendant qu'il était à Kure, la 12e division de sous-marins fut réaffectée au 3e escadron de sous-marins.

#### Opérations à partir de Truk
Le 17 septembre 1943, le I-171 quitta Kure à destination de Truk, qu'il atteignit le 25 septembre 1943. Il quitta Truk le 7 octobre 1943 avec à son bord le commandant de la 12e division de sous-marins, le capitaine de vaisseau Hajime Kobayashi, pour entamer sa huitième patrouille de guerre, chargé de mener une reconnaissance des Nouvelles-Hébrides. En mer, Kobayashi reçoit l'ordre du commandant de la 6e Flotte, le vice-amiral Takeo Takagi, de prendre le commandement temporaire du I-171 et des sous-marins I-21 et I-32 et d'intercepter un convoi de six pétroliers de la flotte de l'US Navy que le sous-marin I-36 avait aperçus au sud des îles hawaïennes, mais un hydravion Kawanishi H8K (nom de code allié: "Emily") envoyé de Jaluit pour retrouver le convoi n'a pas réussi à le localiser. Le I-171 est revenu à Truk le 15 novembre 1943.
Pendant son séjour à Truk en décembre 1943 et au début de janvier 1944, le I-169 prit à bord des torpilles, des munitions et des provisions du ravitailleur de sous-marins auxiliaire Heian Maru. Le 9 janvier 1944, il fit route de Truk vers Rabaul, qu'il atteignit le 13 janvier 1944. Il quitta Rabaul le 17 janvier 1944 et se dirigea vers Gali, en Nouvelle-Guinée. Il y arriva le 22 janvier 1944, y prit des passagers et partit le même jour pour Rabaul, où il arriva le 26 janvier 1944. Le 30 janvier, il quitta Rabaul pour effectuer un ravitaillement de la garnison japonaise de l'île Buka, en transportant des conteneurs de caoutchouc sur son pont.

#### Perte
Le 1er février 1944, les destroyers USS Guest et USS Hudson de la marine américaine ont détecté le I-171 en surface sur un radar à 15 milles nautiques (28 km) à l'ouest de l'île Buka, à une distance de 3 200 m. Le I-171 s'est immergé, mais les deux destroyers ont établi un contact sonar sur lui et les deux destroyers ont lancé des charges de profondeur, le coulant à la position géographique de 5° 37′ S, 154° 14′ E.
Les Japonais ont eu des nouvelles du I-171 pour la dernière fois le 1er février 1944. Ils ont tenté en vain de la contacter à plusieurs reprises le 3 février 1944, et l'inquiétude s'est accrue lorsqu'il n'est pas retourné à Rabaul comme prévu à 18 heures le 5 février 1944. Le 12 mars 1944, les Japonais ont déclaré qu'il était présumé perdu au large de l'île Buka avec la perte des 91 hommes à bord. Le 14 mars 1944, des briseurs de code de la marine américaine interceptèrent et décryptèrent un message du commandant de la Force sous-marine de la zone sud-est qui disait :"Le I-171 est parti de Rabaul le 30 janvier, est arrivé à Buka le 2 février [le date reste flou et pourrait être le 1er ou le 2]. A terminé le déchargement des hommes et de la cargaison et (a continué à effectuer des tâches spéciales de transport). N'a pas eu de nouvelles depuis le 1er février. Selon le rapport de la force navale à Buka, un destroyer ennemi a été (repéré) à l'ouest de Buka cette date. On suppose que le capitaine et tous ses hommes sont morts au combat. -----."
Le I-171 a été rayé de la liste de la Marine le 30 avril 1944.